# أدم لجزدينز
أدم لجزدينز (بالإنجليزية: Adam Legzdins) (28 نوفمبر 1986 في المملكة المتحدة - ) هو لاعب كرة قدم بريطاني في مركز حراسة المرمى. لعب مع أولدهام أثلتيك وبرمنغهام سيتي وديربي كاونتي وماكليسفيلد تاون ونادي هاليفاكس تاون والفرتون تاون ‏ ونادي كرو ألكساندرا ونادي ليتون أورينت ونادي بيرتن ألبيون ونادي ويموث.

## وصلات خارجية
- أدم لجزدينز على موقع قاعدة بيانات كرة القدم.إي يو (الإنجليزية)
- أدم لجزدينز على موقع Soccerbase.com (لاعب) (الإنجليزية)
- أدم لجزدينز على موقع عالم كرة القدم.نت (الإنجليزية)